# Waldbrand am Lago Maggiore
Der Waldbrand am Lago Maggiore begann am 30. Januar 2022 im Schweizer Kanton Tessin.

## Waldbrand
Seit dem 30. Januar 2022 gegen 4 Uhr brannte am Monte Gambarogno oberhalb des Lago Maggiore der Wald. Gebietsweise gab es seit dem 8. Dezember 2021 keine Niederschläge mehr. Wegen des starken Nordföhns konnte sich das Feuer schnell ausbreiten. Nach Angabe der Tessiner Kantonspolizei handelte es sich um sechs Hektar Wald. Die Feuerwehren aus Gambarogno und Bellinzona, drei Helikopter und ein Super Puma der Schweizer Armee halfen mit, das schwer zugängliche Gebiet zu erreichen. Am 30. Januar wurden 45 Personen aus dem Dorf Indemini und 13 Personen aus den Weilern Ri, Pezze und Boè aus ihren Häusern evakuiert. Aus Sicherheitsgründen wurden der Grenzübergang nach Italien bei Indemini und die Kantonsstrasse gesperrt, die durch das Waldbrandgebiet führt. Unterstützung kam aus Italien. Die Schweizer Behörden hatten am 13. Januar 2022 wegen der Trockenheit ein Feuerverbot im Freien verhängt.
Die Löscharbeiten mussten in der Nacht zum 1. Februar 2022 wegen Dunkelheit unterbrochen werden. Das zehnköpfige Bodenteam blieb jedoch bei Minustemperaturen vor Ort. In den folgenden Tagen kamen weitere Teams mit insgesamt sechs Helikoptern zum Einsatz. Bis zum 9. Februar 2022 waren 200 Hektar Wald abgebrannt. Wegen des starken Windes konnte der Löschhelikopter nur eingeschränkt eingesetzt werden. Am 11. Februar 2022 wurden die Löscharbeiten eingestellt.

## Untersuchungen
Am 31. Januar 2022 konnte die Tessiner Kantonspolizei noch keine Angaben machen, wodurch der Waldbrand ausgelöst wurde. Die Kantonspolizeien Tessin und Schwyz sowie die Staatsanwaltschaft bestätigten am 2. Februar 2022, dass sie bei der Untersuchung auf zwei Schweizer Personen gestossen waren. Ein 26-jähriger und ein 28-jähriger Mann wurden festgenommen und verhört. Ihnen wird vorgeworfen, fahrlässig eine Feuersbrunst verursacht zu haben. Laut Staatsanwaltschaft hatten sich die beiden Wildcamper weder an das Feuerverbot noch an die üblichen Vorsichtsmassnahmen bei Feuer gehalten. Auch löschten sie das Feuer nicht ordnungsgemäss.
Am 9. Februar 2022 berichtete das Tessiner Fernsehen, dass die Verdächtigen die Feuerwehr Tessin angerufen hatten. Die beiden kannten die Telefonnummer der Tessiner Feuerwehr nicht, googelten nach ihr und landeten bei der Freiwilligen Feuerwehr Tessin an der Ostsee in Norddeutschland. Als sie den Fehler bemerkt hatten, legten sie auf und meldeten sich nicht mehr. Wie Radiotelevisione Svizzera berichtete, kooperierten sie später mit den Behörden und brachten ihr Bedauern über den Waldbrand zum Ausdruck. Nach Angaben der Polizei sind die Tatverdächtigen wieder auf freiem Fuss.